# Commissario europeo per il commercio
Il commissario europeo per il commercio è un membro della Commissione europea. L'incarico è attualmente affidato allo slovacco Maroš Šefčovič.

## Competenze
Il commissario dirige la politica commerciale dell'Unione europea, pertanto negozia gli accordi commerciali dell'Unione con i paesi terzi e ne monitora l'applicazione.
Al Commissario per il commercio fa capo la Direzione generale per il commercio, attualmente diretta dall'irlandese David O'Sullivan.

## Il commissario attuale
L'incarico è ricoperto da Maroš Šefčovič dal 1º dicembre 2024.

## Cronologia
|    | Nome                             | Paese                 | Periodo             | Commissione                                                      | Incarico                                                                        |
| -- | -------------------------------- | --------------------- | ------------------- | ---------------------------------------------------------------- | ------------------------------------------------------------------------------- |
| 1  | Jean Rey                         | Belgio                | 1957–1967           | Commissione Hallstein I e Commissione Hallstein II               | Relazioni esterne e Commercio                                                   |
| 2  | Jean-François Deniau             | Francia               | 1967–1970           | Commissione Rey                                                  | Paesi in via di Sviluppo, Allargamento e Commercio estero                       |
| 3  | Ralf Dahrendorf Altiero Spinelli | Germania Ovest Italia | 1970–1973 1970–1972 | Commissione Malfatti e Commissione Mansholt Commissione Malfatti | Relazioni esterne e Commercio estero Commercio                                  |
| 4  | Christopher Soames               | Regno Unito           | 1973–1977           | Commissione Ortoli                                               | Relazioni esterne e Commercio                                                   |
| 5  | Wilhelm Haferkamp                | Germania Ovest        | 1977–1985           | Commissione Jenkins e Commissione Thorn                          | Relazioni esterne e Commercio                                                   |
| 6  | Willy De Clercq                  | Belgio                | 1985–1989           | Commissione Delors I                                             | Relazioni esterne e Commercio                                                   |
| 7  | Frans Andriessen                 | Paesi Bassi           | 1989–1993           | Commissione Delors II                                            | Relazioni esterne e Commercio                                                   |
| 8  | Leon Brittan                     | Regno Unito           | 1993–999            | Commissione Delors III Commissione Santer e Commissione Marín    | Affari Economici Esterni e Politica del Commercio Relazioni esterne e Commercio |
| 9  | Pascal Lamy Danuta Hübner        | Francia Polonia       | 1999–2004 2004      | Commissione Prodi                                                | Commercio                                                                       |
| 10 | Peter Mandelson                  | Regno Unito           | 2004–2008           | Commissione Barroso I                                            | Commercio                                                                       |
| 11 | Catherine Ashton                 | Regno Unito           | 2008–2009           | Commissione Barroso I                                            | Commercio                                                                       |
| 12 | Benita Ferrero-Waldner           | Austria               | 2009–2010           | Commissione Barroso I                                            | Commercio e Politica europea di vicinato                                        |
| 13 | Karel De Gucht                   | Belgio                | 2010–2014           | Commissione Barroso II                                           | Commercio                                                                       |
| 13 | Cecilia Malmström                | Svezia                | 2014–2019           | Commissione Juncker                                              | Commercio                                                                       |
| 14 | Phil Hogan                       | Irlanda               | 2019–2020           | Commissione von der Leyen I                                      | Commercio                                                                       |
| 15 | Valdis Dombrovskis               | Lettonia              | 2020–2024           | Commissione von der Leyen I                                      | Commercio                                                                       |
| 16 | Maroš Šefčovič                   | Slovacchia            | 2024–in carica      | Commissione von der Leyen II                                     | Commercio, Sicurezza economica, Relazioni interistituzionali e Trasparenza      |